# Вердеревский, Евграф Алексеевич
Евграф (Евгений) Алексеевич (Александрович) Вердеревский  (1825 — после 1867) — русский писатель и журналист.

## Биография
Родился 1 (13) февраля 1825 года в Саратове в семье потомственных дворян Рязанской губернии. Племянник В. Е. Вердеревского. Окончил Александровский (Царскосельский) лицей в 1845 году и до 1848 года служил в ведомстве министерства иностранных дел.
В 1847 году в журнале «Иллюстрация» начали появляться его стихи; позже в этом же году в Санкт-Петербурге вышла его первая книга «Октавы (Рассказы в стихах)», состоявшая из двух поэм — «Больной» и «Вторая жизнь: рассказ в стихах из жизни «здорового». В 1847 году по приглашению своего дяди — председателя Пермской казённой палаты Василия Евграфовича Вердеревского, приехал в Пермь. Здесь в 1847—1850 годах он служил чиновником особых поручений при пермском губернаторе. С 1850 года служил в пермском совестном суде. Принимал участие в общественной жизни города, в литературных и музыкальных вечерах.
Затем Вердеревский переехал на Кавказ, где служил его отец, и с лета 1853 года состоял при канцелярии кавказского наместника графа М. С. Воронцова. С февраля 1854 по январь 1856 года он был литературным редактором русскоязычной газеты «Кавказ», писал статьи о кавказской поэзии, Тифлисском театре и другие. В 1854 году он выпустил брошюру «О народных праздниках и праздничных обыкновениях христианского населения преимущественно в Тифлисе» и в этом же году написал книгу «Письма к другу, впечатления от путешествия от Перми до Кавказа». Позднее материалы «Писем к другу» частично вошли в книгу «От Зауралья до Закавказья. Юмористические, сентиментальные и практические письма с дороги». В 1855 году в Тифлисе вышел выпуск изданного Евграфом Вердеревским альманаха «Зурна» — значительного события в литературной жизни как Грузии, так и России. В 1856 году в Москве, а через год — в Санкт-Петербурге вышла его книга «Кавказские пленницы, или Плен у Шамиля» — документальные и мемуарные материалы о пребывании в плену у Шамиля в селе Ведено двух сестёр — княгинь А. И. Чавчавадзе и В. И. Орбелиани с детьми и слугами. В 1857 году опубликовал в журнале «Отечественные записки» очерк об Ирбитской ярмарке. Использовал псевдоним Вер—ской, Е.).
С 1858 года Вердеревский проживал в Москве, находился в чине коллежского асессора. В 1861 году стал мировым посредником Подольского уезда Московской губернии. С начала 1860-х годов начал страдать душевной болезнью.
В 1867 году находился в Нижнем Новгороде для излечения. Дата и место смерти неизвестны.